# مارک آبراهام
مارک آبراهام (انگلیسی: Marc Abraham؛ زادهٔ ) یک تهیه‌کننده، و کارگردان اهل ایالات متحده آمریکا است. 